# GoBack

GoBack es un programa de seguridad informática desarrollado por Symantec que permite al usuario restaurar su computadora a una determinada fecha mediante "puntos de restauración". Estos puntos se crean cada vez que hay una modificación medianamente importante como la instalación (o desinstalación) de un programa o la adición (o eliminación) de archivos de la carpeta Mis documentos.

## Productos incompatibles
Debido a los cambios hechos a la tabla de partición, este programa puede causar problemas cuando se tiene y se trata de arrancar un segundo sistema operativo en el mismo disco duro. Es posible mantener la compatibilidad con el arranque doble, pero esto puede resultar en grabar la tabla de la partición antes de activar GoBack, y después de activar GoBack reescribiendo la tabla de partición otra vez en el disco desde un dispositivo diferente, como un Live CD.
Puede también ser necesario desactivar la prioridad de GoBack ciertas utilidades de bajo nivel en el disco, como el software para dar formato. 
GoBack no es oficialmente compatible con Windows Vista.

## Precauciones de uso
- GoBack no es compatible con dispositivos RAID.

- Hay disfunción grave con algunas versiones de GoBack. Si el reloj del sistema es cambiado por alguna razón, esto puede confundir a GoBack en el arranque. Esto parece estar relacionado con el sistema de los puntos de restauración cuando tienen fechas fuera de orden. Entonces él responde con el error gb_genlog. Al arrancar no es posible avanzar más allá de este punto. Ver https://web.archive.org/web/20071126215919/http://service1.symantec.com/SUPPORT/goback.nsf/0/2cebac0b31f2c06c88256d21005dd5c5?OpenDocument para más información. Goback 4 mostrará una noticia en el arranque si este detecta que el reloj ha cambiado y actualizará su historial para compensarlo.

- Puede contener implicaciones en computadores portátiles como el modelo Acer Aspireone. Este programa puede detener el boot del sistema operativo.

## Cronología
1. En 1999, GoBack fue diseñado, escrito y patentado por una compañía llamada Wildfile.
2. En marzo de 2000, Adaptec adquiere Wildlife por aproximadamente $29 millones.
3. En abril de 2001, Adaptec crea otro compañía llamada Roxio. Roxio retiene el producto.
4. En mayo de 2001, la Versión 3 de Roxio GoBack es liberada, en este ocasión soportanto el sistema de archivos NTFS, el cual estaba siendo usado masivamente desde la aparición de Windows XP.
5. En abril de 2003, Roxio vende el producto a Symantec por $13 millones de dólares.
6. En septiembre de 2004, la versión 4 de GoBack es liberada.

- Datos: Q2890639